# Adrián Bone
Adrián Javier Bone Sánchez (Esmeraldas, 1988. szeptember 8. –) ecuadori válogatott labdarúgó, aki jelenleg az Independiente játékosa.
A válogatott tagjaként részt vett a 2014-es labdarúgó-világbajnokságon.

## Statisztika
| Ecuador  | Ecuador | Ecuador |
| Év       | Mérk.   | Gólok   |
| -------- | ------- | ------- |
| 2011     | 2       | 0       |
| 2012     | 0       | 0       |
| 2013     | 0       | 0       |
| 2014     | 1       | 0       |
| Összesen | 3       | 0       |

## Sikerei, díjai
- Quito 
  - Ecuadori bajnok: 2011